# キャンパーダウン (戦艦)
| 戦艦ヴィクトリアとの衝突により損傷した艦首部（1893年） | |
| 艦歴                                                   | |
| 起工                                                   | 1882年12月18日（ポーツマス造船所） |
| 進水                                                   | 1885年11月24日 |
| 竣工                                                   | 1889年7月 |
| その後                                                 | 1911年6月11日解体 |
| 性能諸元                                               | |
| 排水量                                                 | 常備:10,600トン |
| 全長                                                   | 330 ft（ m） |
| 全幅                                                   | 68.5 ft（ m） |
| 吃水                                                   | 27.25 ft（ m、最大） |
| 機関                                                   | 円缶12基 レシプロ2基2軸 7,500 馬力（通常通風） 11,500馬力（強制通風）                                                                          |
| 速力                                                   | 17.1ノット |
| 燃料搭載量                                             | 石炭1,200トン |
| 航続力                                                 | 10ノットで6,400海里 |
| 乗員                                                   | 530名 |
| 兵装                                                   | 13.5インチ（343 mm）連装砲 2基 6インチ（153 mm）砲 4門 6ポンド砲 12門 3ポンド速射砲 10門 水上魚雷発射管 5門                                    |
| 装甲                                                   | 舷側装甲帯 18インチ（水線上）・8インチ（水線下） バーベット 14 - 12インチ 司令塔 12 - 2インチ 主砲防盾 6インチ 上甲板 3インチ 下甲板 2.5インチ |

HMS キャンパーダウン （HMS Camperdown）はヴィクトリア朝時代のイギリス海軍のアドミラル級戦艦。艦名はアダム・ダンカン提督（初代ダンカン・オブ・キャンパーダウン子爵）に拠る。

## 概要
キャンパーダウンは戦艦アンソンの姉妹艦で、先行する戦艦ハウおよびロドニーの改良型である。変更点としては、砲座（バーベット）の装甲の増厚と装甲帯の延長が挙げられる。装甲の強化によって排水量は350トン増加したが、喫水の増加を防ぐために全長が5フィート（1.5 m）、全幅が6インチ（0.15 m）拡大された。
主砲は13.5インチ（343 mm）砲4門を2門2組とし、上部構造の前後の中心線上の砲座（バーベット）上に配置した。砲座は満載時の喫水線の20フィート（6 m）上に置かれ、約270°の射界を持っていた。砲弾の重量は1,250ポンドで、1,000ヤード（910 m）の距離で27インチ（690 mm）の鉄板を打ち抜くことができた。

## 艦歴

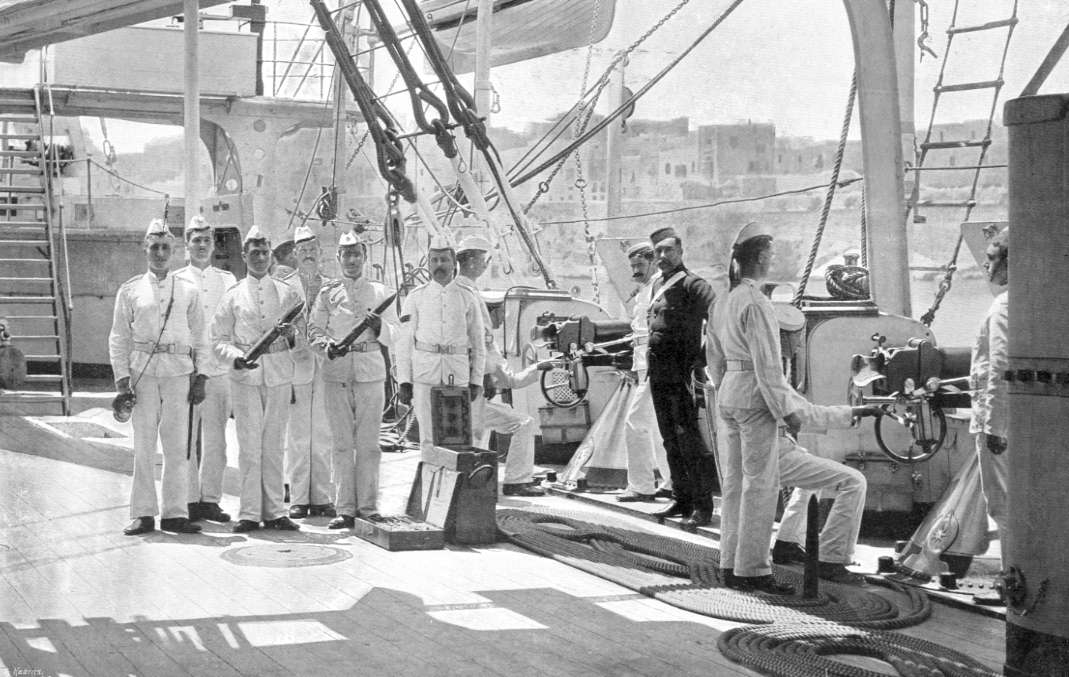
6ポンドノルデンフェルド速射砲の訓練

キャンパーダウンは1889年7月18日にポーツマスで就役し、初めは予備部隊に所属した。1889年12月には地中海艦隊の旗艦となり、1890年5月に海峡艦隊旗艦に任じられるまでその座にとどまった。1892年5月には予備艦隊に移り、1892年7月に地中海艦隊に復帰した。1893年6月22日、訓練中に戦艦ヴィクトリアに衝突し、これを沈めた。1899年9月にはカテゴリーBの予備となり、1900年5月には造船所予備となった。1900年7月から1903年5月まで、ラフ・スウィリー（Lough Swilly）において沿岸防備の任務についた。その後1908年までチャタムで予備艦として過したあと、ハリッジの潜水艦係留船となり、1911年に売却された。

## 参考資料
- Oscar Parkes,  British Battleships ISBN 0-85052-604-3
- Conway,  All the World's Fighting Ships ISBN 0-85177-133-5
- maritimequest.com: HMS Camperdown
- 『世界の艦船増刊 イギリス戦艦史』（1990年11月、海人社）